# Los Olivos
Los Olivos és un districte de la província de Lima al Perú. És la capital no oficial del Cono Norte, àrea de la ciutat de Lima.
El districte es va crear oficialment el 6 d'abril de 1989 quan se separava de San Martín de Porres.
Actualment, l'alcalde de Los Olivos és Felipe Baldomero Castillo Alfaro.

## Geografia
El districte té una superfície de 18,25 km². El seu centre administratiu està situat 75 metres sobre el nivell del mar.

### Límits
- Cap al nord: Puente Piedra
- A l'est: Comas i Independencia
- Sud i Oest: San Martín de Porres

## Demografia
Segons l'estimació del 2002 feta pel INEI, el districte té 301.226 habitants i una densitat de població de 16.505 persones/km². El 1999, hi havia 53.660 cases al districte.